# Závišice
Závišice (en allemand : Sawersdorf) est une commune du district de Nový Jičín, dans la région de Moravie-Silésie, en République tchèque. Sa population s'élevait à 1 084 habitants en 2021.

## Géographie
Závišice se trouve à 4 km à l'ouest-nord-ouest de Kopřivnice, à 7 km à l'est-nord-est de Nový Jičín, à 26 km au sud-ouest d'Ostrava et à 269 km à l'est-sud-est de Prague.
La commune est limitée par Sedlnice au nord, par Příbor et Kopřivnice à l'est, par Štramberk au sud, et par Rybí et Nový Jičín à l'ouest.

## Histoire
La première mention écrite de la localité date de 1354.

## Transports
Par la route, Závišice se trouve à 9 km de Nový Jičín, à 43 km d'Ostrava et à 345 km de Prague.